# Третичный период
Третичный период (третичная система, третичное время) — историческое и устаревшее название геологического периода временного интервала геологической истории Земли, которое широко применялось с XIX до середины XX века.
Третичный период охватывал промежуток времени от мел-палеогенового вымирания (примерно 66 млн лет назад) до начала последнего ледникового периода (около 1,8 млн лет назад). Считался одним из двух геологических периодов кайнозойской эры. В конце третичного периода на Земле появились первые австралопитеки.
Согласно текущей геохронологической шкале промежуток времени, ранее известный как «третичный период», охватывает палеоген, неоген и часть антропогена.
| Мезозой | Кайнозой | Кайнозой | Кайнозой | Кайнозой | Кайнозой | Кайнозой | Кайнозой | Эра        |
| Мезозой | Палеоген | Палеоген | Палеоген | Неоген   | Неоген   | Чт       | Чт       | П-д        |
| ------- | -------- | -------- | -------- | -------- | -------- | -------- | -------- | ---------- |
| Мезозой | Палеоцен | Эоцен    | Олигоцен | Миоцен   | П        | п        |          | Эп.        |
| 251,902 | 66       | 56       | 33,9     | 23,04    | 5,333    | 2,58     |          | млн. лет ← |
| 251,902 | 66       | 56       | 33,9     | 23,04    | 5,333    | 2,58     | 0,0117   |            |

## Термин
Термин предложил в 1759 году итальянский геолог Джованни Ардуино, который, основываясь на геологии северной Италии, разбил шкалу времени на первичный, вторичный и третичный периоды. Несколько позднее к ним добавился четвертичный период.
В 1828 году шотландский геолог Чарлз Лайель включил третичный период в свою более детально проработанную систему классификации. Он разбил третичный период на четыре эпохи, базируясь на процентном содержании в стратах ископаемых моллюсков, близких к современным видам. Для эпох Лайель использовал греческие названия: Эоцен, Миоцен, Древний плиоцен и Новый плиоцен. Хотя данное деление было адекватно для региона, который изучал учёный (часть Альп и равнины Италии), при попытке применить его к другим частям Европы и Америки оно оказалось непригодным, в связи с чем использование ископаемых моллюсков в определении эпох прекратилось, а сами эпохи были переименованы и переопределены.
Слои с третичными отложениями в XIX веке в России называли «третичные почвы»
Время после третичного периода (Четвертичный период) в XIX — начале XX века часто называли послетретичным.

## Палеоген
Палеоген (с 66,0 до 23,03 миллионов лет назад) ознаменовался широким распространением и сильно увеличившимся разнообразием млекопитающих, эволюционировавших, чтобы занять освобождённые динозаврами места. Окончание периода связано с осушением климата и постепенным остепнением суши. Включает в себя палеоцен, эоцен и олигоцен.

## Неоген
Неоген (с 23,03 до 2,588 миллиона лет назад) — в отличие от палеогена, период специализации млекопитающих: количество их видов уменьшается, а отношения между ними становятся теснее. Климат всё более осушается, а средняя температура опускается, пока 1,8 млн лет назад не начинаются сухие и холодные ледниковые периоды. Включает в себя миоцен и плиоцен.